# Смодлака, Йосип
Йосип Смодлака (9 ноября 1869, Имотски — 31 мая 1956, Сплит) — австро-венгерский и югославский хорватский политик и юрист, научный писатель. Дважды занимал пост мэра Сплита.

## Биография
Родился в Далмации. Среднее образование завершил в Сплите в 1887 году, ещё в старших классах гимназии став сторонником Партии права. Затем изучал юриспруденцию в университетах Загреба и Граца, в 1893 году получил в Граце степень доктора права. Завершив обучение, вернулся на родину и некоторое время работал муниципальным чиновником в Имотски, а затем открыл адвокатскую практику в Сплите. С 1897 года входил в центральный комитет далматинской Партии права и в 1901 году был избран в парламент Далмации. Первоначально был союзником Анте Трумбича, вместе с последним провозгласив осенью 1903 года «новый курс» в хорватской национальной политике (оставался его сторонником до 1909 года), однако в начале 1904 года порвал с Трумбичем и Партией права, поскольку стремился объединить все политические силы Далмации в борьбе против венгерского господства, и сдал депутатский мандат. Затем издавал газету «Слобода» и в августе 1905 года стал одним из основателей Хорватской демократической партии в Сплите. В 1910 году был избран в австро-венгерский парламент.
В конце 1918 года как один из руководителей Национального совета в Загребе выступил за создание Государства сербов, хорватов и словенцев, впоследствии участвовал в переговорах по формированию первого правительства страны, а во временном парламенте возглавлял группу беспартийных депутатов, считая необходимым нахождение «золотой середины» между идеями централизма и федерализма. Затем находился на дипломатической службе, был послом Югославского королевства в Ватикане, Берлине и Мадриде. В 1936 году выступил с идеей учреждения в государстве четырёх автономных провинций, а три года спустя предложил преобразовать Югославию в федеративное государство с четырьмя административно-территориальными единицами: Сербией, Хорватией, Словенией и Динаром (который включал бы в себя Далмацию, Боснию и Герцеговину и Черногорию). В конце 1939 года был назначен сенатором. 
После оккупации Югославии странами Оси в апреле 1941 года присоединился к партизанскому движению, занимал пост председателя Народного комитета Сплита, затем состоял членом Антифашистского вече народного освобождения Югославии и Земельного антифашистского вече народного освобождения Хорватии. 7 марта 1945 года занял пост министра без портфеля во Временном правительстве Демократической федеративной Югославии, являлся представителем Югославии при штабе Союзников в Риме и вёл неудачные переговоры с Италией об изменении границы, по итогам которых был в итоге отправлен в отставку. Последние годы жизни провёл на пенсии в Сплите, где и скончался. Был похоронен в Клисе с государственными почестями.
Опубликовал множество политико-публицистических сочинений, а также работ на тему права, географии, истории, этнологии, антропологии и филологии.